# Bougatsa

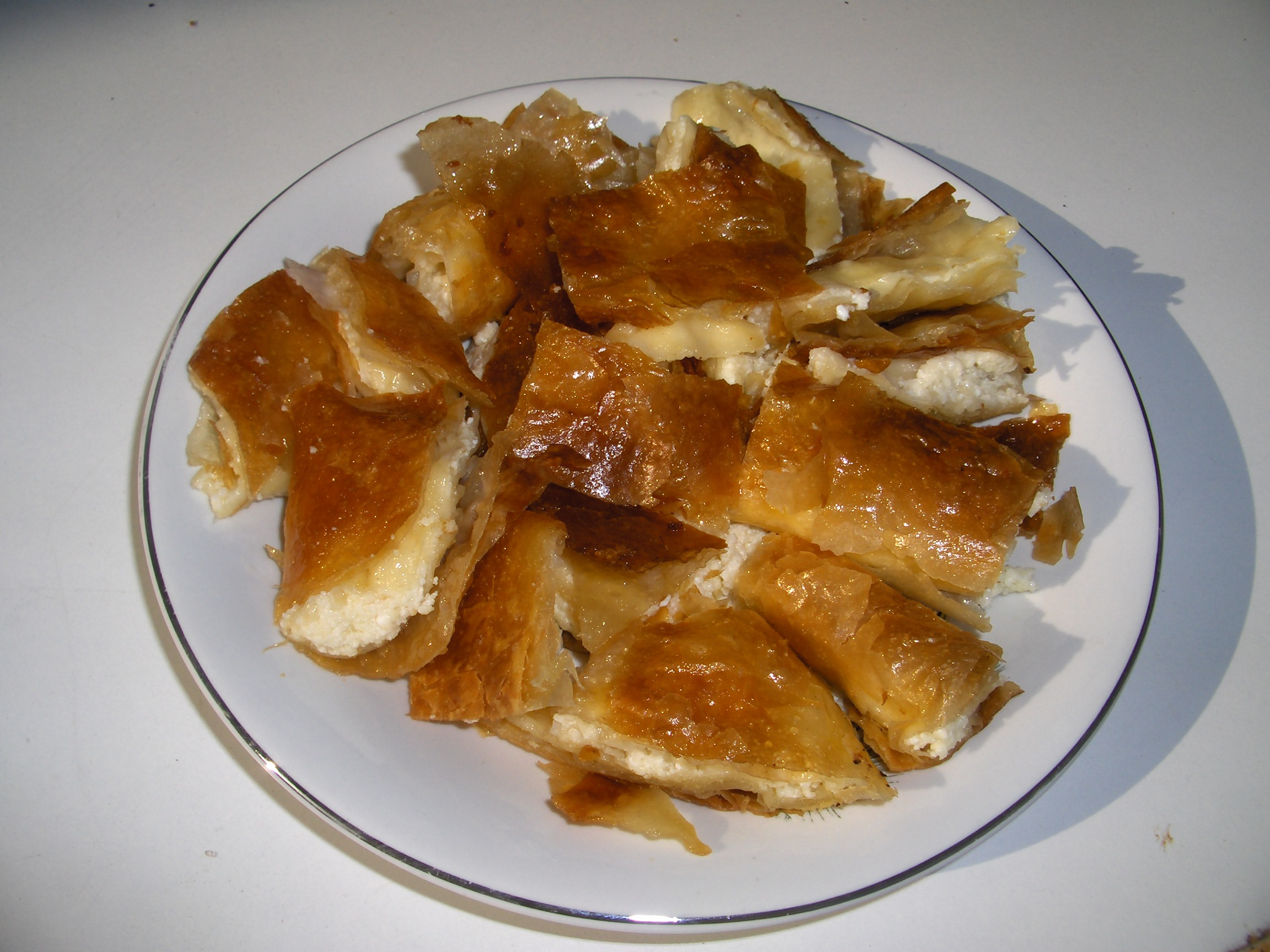
Bougatsa cu umplutură de brânză

Bougatsa (în neogreacă: μπουγάτσα, alte grafii: Bugatsa, Bugaza; în turcă: poğaça) este un produs tradițional de patiserie grecesc, foarte popular în special în nordul Greciei, în special în regiunea în jurul orașului Salonic. Este preparat din foi fine de aluat filo, umplute cu diverse ingrediente și coapte până capătă o crustă crocantă și aurie.

## Istorie
Originea bougatsei este strâns legată de influențele culinare din Imperiul Otoman, din care face parte și regiunea Balcanilor. Termenul "bougatsa" provine probabil din cuvântul turcesc poğaça, care desemnează diverse produse de patiserie. Deși rețetele și denumirile pot varia, conceptul general de aluat subțire umplut cu brânză, carne sau dulciuri a fost răspândit în regiune începând cu secolele XVI-XVII.

## Ingrediente și preparare
Bougatsa se face din aluat filo – un aluat extrem de subțire și elastic, lucrat manual sau mecanic, format din făină, apă și puțină sare. Foi multiple sunt suprapuse și între ele se adaugă umplutura aleasă. 
Principalele tipuri de umpluturi sunt:
- Dulci:

```
 * Cremă de griș – un amestec cremos pe bază de lapte, zahăr și făină de griș, uneori aromatizat cu vanilie sau coajă de lămâie.
```

- Sărate:

```
 * Brânză feta sau alte tipuri de brânză sărată, uneori amestecate cu ouă.
 * Carne tocată condimentată.
 * Spanac, adesea în combinație cu brânză.
```

După umplere, aluatul se rulează sau pliază, apoi bougatsa se coace în cuptor până devine crocantă și aurie. În unele regiuni, preparatul se servește cald, tăiat în porții mici, iar la servire poate fi presărat cu zahăr pudră și scorțișoară (mai ales variantele dulci).

## Importanța culturală
Bougatsa este considerată o specialitate tradițională și este un aliment de bază în micul dejun în zonele în care este populară. În Salonic, este aproape un simbol gastronomic local, fiind disponibilă în numeroase patiserii și cafenele. De asemenea, bougatsa a devenit un element reprezentativ al bucătăriei grecești și al patrimoniului culinar balcanic.

## Variante regionale și influențe
De-a lungul timpului, bougatsa a suferit numeroase adaptări. În nordul Greciei, rețetele sunt mai apropiate de originalul balcanic, în timp ce în alte părți ale Greciei pot exista variații în ceea ce privește aluatul, umplutura și aromele. În zonele cu influențe turcești mai puternice, umpluturile pot fi mai condimentate sau folosesc tehnici de preparare specifice bucătăriei otomane.

## Popularitate și consum contemporan
Astăzi, bougatsa este consumată atât ca desert, cât și ca gustare sărată, fiind foarte apreciată pentru textura sa contrastantă și combinația între aluat crocant și umplutura moale. În Grecia modernă, acest produs este întâlnit în restaurante, patiserii și în evenimente festive.